# Горбань Юрій Олександрович
Ю́рій Олекса́ндрович Го́рбань (нар.14 січня 1962, Білорічиця) — український журналіст.

## Біографія

### Ранні роки. Освіта
Народився 14 січня 1962 року в Білорічиці (Прилуцький район, Чернігівська область).
У 1988 році закінчив Київський університет ім. Т.Шевченка, філологічний факультет (1983—1988), за спеціальністю «Українська мова та література».

### Професійна діяльність
- 1988–1989 — вчитель української мови та літератури, СШ 206 м. Києва.
- 1989–1991 — випусковий, Інформагентство «Укрінформ».
- 1991–1994 — кореспондент, служба новин Українського радіо.
- 1994–1996 — кореспондент, редактор, керівник програми «Вікна-новини», Міжнародний медіа-центр «Інтерньюз».
- 1997–1999 — редактор, спеціальний кореспондент, ТРК «Студія 1+1»[1].
- січень 2000 — січень 2006 — головний редактор інформаційно-аналітичного мовлення, телеканал СТБ.
- з 2007 — майстер курсу «Телеведучий-тележурналіст» «Першої Національної Школи телебачення».
- 2016–2018 — заступник головного редактора інтернет-видання «Український інтерес».

## Книги (у співавторстві)
- «Мова Телебачення» (2006).
- «Посібнік тележурналіста» (2007).